# Alexander Wolfe
Axel Tischer (Dresden, 5 de novembro de 1986) é um lutador de luta livre profissional alemão. Atualmente trabalha para a WWE no NXT UK  sob o nome de ringue Alexander Wolfe.
Wolfe fez parte do grupo SAnitY com Eric Young, Nikki Cross e Killian Dain. Wolfe e Eric foram campeões de duplas da NXT e atualmente está no grupo The Imperium do NXT UK 

## No wrestling
- Movimentos de finalização
  - Death Valley driver[2][3]
  - Sitout powerbomb[2][3]
- Movimentos secundários
  - Enzuigiri[2]
  - Várias variações de suplex
    - Exploder[2][3]
    - German[2][3]
    - Northern Lights[3]
    - Sleeper[3]
    - Vertical[3]

  - Rear naked choke[2]
- Com Sawyer Fulton
  - Movimentos de finalização da dupla
    - Combinação Vertical suplex (Wolfe) / Front powerslam (Fulton)[4]
- Managers
  - Svetlana Kalashnikova[5]
  - Eric Young
  - Nikki Cross
- Alcunhas
  - "Axeman"[6]
- Temas de entrada
  - "Tell Me" de Story of the Year (Circuito independente)[2]
  - "Monstercrazy" de  annisokay (Circuito independente)[2]
  - "Controlled Chaos" de CFO$[7] (NXT; usado como parte da SAnitY)

## Campeonatos e prêmios
- East Side Wrestling
  - ESW Deutsche Meisterschaft Championship (1 vez)[2]

- German Stampede Wrestling
  - GSW Breakthrough Championship (1 vez)
  - GSW Tag Team Championship (1 vez)[2] - com Ivan Kiev

- German Wrestling Federation
  - GWF Berlin Championship (1 vez)[2]

- Westside Xtreme Wrestling
  - wXw Shotgun Championship (1 vez)[8]
  - wXw Unified World Wrestling Championship (1 vez)[5]

- WWE NXT
  - Campeonato de Duplas do NXT (1 vez) - com Eric Young